# Sbory dobrovolných hasičů v Plzeňském kraji
Jednotku sboru dobrovolných hasičů obce je podle § 68 zákona č. 135/1985 Sb., o požární ochraně,
povinna zřídit každá obec. Některé obce jich zřizují více, v několika obcích navzdory zákonné povinnosti jednotka naopak chybí. Své sbory dobrovolných hasičů zřizují též některé průmyslové, dopravní a jiné firmy.
Většina sborů má ve svém názvu buď celá slova Sbor dobrovolných hasičů nebo jen zkratku SDH, některé sbory však mají názvy tvořené jinak.
Sbory dobrovolných hasičů v Česku obvykle zastřešuje Sdružení hasičů Čech, Moravy a Slezska (SH ČMS),
některé sbory v Čechách zastřešuje Česká hasičská jednota.
Sbory jsou označeny šesticiferným evidenčním číslem (první trojčíslí odpovídá okresu) a podle své velikosti, významu a vybavení se jejich jednotky člení do kategorií:
největší sbory bývají v kategorii II, jiné významnější sbory v kategorii III, malé sbory v kategorii V a podnikové v kategorii VI.

## Seznam
Tento seznam obsahuje zatím především sbory uvedené v adresáři SH ČMS. Ve skutečnosti je alespoň jeden sbor dobrovolných hasičů téměř v každé obci a téměř každá obec zřizuje nejméně jednu jednotku.
Pokud obec jednotku nezřizuje, většinou uzavírá dohodu s některou ze sousedních obcích o poskytování požární ochrany její jednotkou.

### Okres Domažlice
- SDH Domažlice
- SDH Holýšov
- SDH Horšovský Týn
- SDH Hříchovice
- SDH Pařezov
- SDH Poběžovice
- SDH Prapořiště
- SDH Kdyně
- a další

### Okres Klatovy
- SDH Kozí
- SDH Úloh
- SDH Bystřice nad Úhlavou
- SDH Běšiny
- SDH Dehtín
- SDH Drslavice
- SDH Dolany
- SDH Hartmanice
- SDH Chotěšov
- SDH Chudenice
- SDH Lhota Horažďovická
- SDH Janovice nad Úhlavou
- SDH Malá Víska
- SDH Nemilkov
- SDH Měčín
- SDH Mochtín
- SDH Nalžovské hory
- SDH Nezdice na Šumavě
- SDH Nýrsko
- SDH Předslav
- SDH Rejštejn
- SDH Srní
- SDH Sušice
- SDH Strašín
- SDH Strážov
- SDH Švihov u Klatov
- SDH Třebomyslice
- SDH Vřeskovice
- SDH Volšovy
- SDH Soběšice
- SDH Štěpánovice
- SDH Zavlekov
- SDH Železná Ruda
- a další

### Okres Plzeň-město
- SDH Bílá Hora (JPO III)
- SDH Bolevec (JPO III)
- SDH Božkov (JPO III)
- SDH Bukovec (JPO V)
- SDH Černice (JPO V)
- SDH Červený Hrádek (JPO V)
- SDH Doubravka (JPO III)
- SDH Doudlevce (JPO V)
- SDH Dýšina (JPO III, založen 1883)
- SDH Hradiště
- SDH Chrást (JPO III, založen 1913)
- SDH Koterov (JPO III)
- SDH Křimice (JPO V)
- SDH Kyšice (JPO III, založen 1898)
- SDH Litice (JPO III)
- SDH Malesice (JPO V)
- SDH Radobyčice (JPO V)
- SDH Skvrňany (JPO III)
- SDH Újezd (JPO V)
- SDH Plzeňský Prazdroj

### Okres Plzeň-jih
- SDH Blovice
- SDH Chotěšov
- SDH Mladý Smolivec
- SDH Nebílovy
- SDH Nepomuk
- SDH Nezvěstice
- SDH Snopoušovy
- SDH Štěnovice
- SDH Kotouň
- SDH Čižice
- SDH Horní Lukavice
- SDH Přeštice
- SDH Vrčeň
- a další

### Okres Plzeň-sever
- SDH Babina (založen 1910)
- SDH Bdeněves (JPO V, založen 1945)
- SDH Bezvěrov (JPO III, založen 1946)
- SDH Bílov (JPO V, založen 1896)
- SDH Blatnice (JPO V, založen 1945)
- SDH Blažim (zanikl 2020)
- SDH Bohy (založen 2019)
- SDH Brdo-Hrádek (JPO V, založen 1953)
- SDH Brodeslavy (JPO V, založen 2002)
- SDH Břízsko
- SDH Buč-Služetín
- SDH Buček
- SDH Bučí
- SDH Bukovina
- SDH Čeminy
- SDH Černíkovice
- SDH Červený Újezd (JPO V, založen 2012)
- SDH Česká Bříza (JPO V, založen 1911)
- SDH Česká Doubravice (založen 1900)
- SDH Čivice (JPO V, založen 1937)
- SDH Dobříč (JPO III, založen 1940)
- SDH Dolany
- SDH Dolní Bělá
- SDH Dolní Hradiště
- SDH Dolní Jamné
- SDH Dražeň
- SDH Druztová (založen 1921, obnoven 2007)
- SDH Hedčany (JPO V, založen 1923)
- SDH Heřmanova Huť (JPO III, založen 1946)
- SDH Hlince
- SDH Hodyně
- SDH Holovousy
- SDH Horní Bělá
- SDH Horní Bříza (JPO II, založen 1905)
- SDH Horní Hradiště
- SDH Hradecko
- SDH Hromnice
- SDH Hunčice
- SDH Hvozd
- SDH Chotíkov
- SDH Chotiná
- SDH Chrášťovice
- SDH Chříč (JPO III, založen 1887)
- SDH Jarov
- SDH Kaceřov
- SDH Kaznějov (JPO III, založen 1894)
- SDH Kočín
- SDH Kopidlo
- SDH Koryta
- SDH Kostelec
- SDH Kozojedy (JPO III, založen 1900, obnoven 2004)
- SDH Kozolupy
- SDH Kožlany (JPO III, založen 1873)
- SDH Kralovice (JPO II, založen 1873)
- SDH Krašovice
- SDH Krsov
- SDH Krsy (JPO III, založen 1946)
- SDH Křečov
- SDH Křelovice
- SDH Ledce
- SDH Lednice
- SDH Lhotka
- SDH Líně (JPO III, založen 1945)
- SDH Líté
- SDH Lochousice
- SDH Lomnička
- SDH Loza
- SDH Luhov
- SDH Manětín (JPO III, založen 1869)
- SDH Město Touškov (JPO III, založen 1877)
- SDH Mezí (JPO V, založen 1901)
- SDH Mladotice
- SDH Mrtník
- SDH Nečtiny (JPO V, založen 1877)
- SDH Nekmíř
- SDH Nevřeň (JPO V, založen 1906)
- SDH Nýřany (JPO II, založen 1883)
- SDH Obora
- SDH Ondřejov
- SDH Ostrov u Bezdružic
- SDH Pastuchovice
- SDH Pernarec (JPO III, založen 1929)
- SDH Pláň
- SDH Planá
- SDH Pláně
- SDH Plasy (založen 1882)
- SDH Pňovany
- SDH Přehořov
- SDH Přehýšov
- SDH Příšov
- SDH Rabštejn nad Střelou (založen 1877, obnoven 2025)
- SDH Rochlov
- SDH Rybnice
- SDH Řemešín
- SDH Sedlec
- SDH Senec
- SDH Slatina
- SDH Studená
- SDH Stvolny (založen 1886)
- SDH Stýskaly (JPO V, založen 1913)
- SDH Štichovice
- SDH Tatiná
- SDH Tlucná
- SDH Tlučná (JPO III, založen 1905)
- SDH Trnová
- SDH Trojany
- SDH Třemošná
- SDH Úherce
- SDH Újezd (JPO V, založen 1900)
- SDH Úněšov (JPO III, založen 1945)
- SDH Úterý
- SDH Vejprnice
- SDH Velečín
- SDH Vladměřice (JPO V, založen 1907)
- SDH Vlkošov
- SDH Vochov
- SDH Vrtbo-Hubenov (JPO V, založen 1930)
- SDH Všeruby (JPO III, založen 1946)
- SDH Výrov-Hadačka (JPO V, založen 1901)
- SDH Vysoká Libyně
- SDH Zahrádka
- SDH Záluží
- SDH Zbůch
- SDH Zhořec (JPO V, založen 1900)
- SDH Zruč
- SDH Žebnice
- SDH Žihle (JPO III, založen 1946)
- SDH Žichlice (JPO V, založen 1901)
- SDH Žilov (JPO V, založen 1901)

### Okres Rokycany
- SDH Ejpovice
- SDH Kornatice
- SDH Hrádek u Rokycan
- SDH Všenice
- SDH Vejvanov
- SDH Strašice a další

### Okres Tachov
- SDH Stříbro
- SDH Bor
- SDH Černošín
- SDH Konstantinovy Lázně
- SDH Damnov
- a další